# Kondhāli
Kondhāli är en ort i Indien.   Den ligger i distriktet Nagpur och delstaten Maharashtra, i den centrala delen av landet, 800 km söder om huvudstaden New Delhi. Kondhāli ligger 467 meter över havet och antalet invånare är 11 418.
Terrängen runt Kondhāli är platt, och sluttar österut. Runt Kondhāli är det ganska tätbefolkat, med 248 invånare per kvadratkilometer. Närmaste större samhälle är Kātol, 16,2 km norr om Kondhāli. Trakten runt Kondhāli består till största delen av jordbruksmark.